# Bennhausen
Bennhausen è un comune di 156 abitanti della Renania-Palatinato, in Germania.
Appartiene al circondario del Donnersberg (targa KIB) ed è parte della comunità amministrativa (Verbandsgemeinde) di Kirchheimbolanden.

## Geografia fisica
La città si trova negli monti del Nord-Palatinato, ai piedi del Monte Tuono, che sorge a circa 3 km ad ovest.

## Storia
Bennhausen e documentato, per la prima volta, in 1252, come Benninhusen.

## Amministrazione

### Politica
Il consiglio comunale, in Bennhausen, è composto da sei membri, eletti con un voto della maggioranza, e d'il sindaco onorario, in qualità di presidente. Le ultime elezioni locali si sono svolte il 7 giugno 2009.
| 1960–1974 | Richard Zerger  |
| 1974–1982 | Erich Eymann    |
| 1983–1993 | Reinhold Huy    |
| 1994–     | Reinhard Horsch |

### Stemma
Il blasone del stemma è "in diagonale diviso per rosso e argento, in alto a destra una ruota argentata a sei raggi, in basso a sinistra un cervo rosso trafitto da una freccia rossa".

## Economia
Come è tipico dei villaggi della stessa natura, il luogo è stato caratterizzato fino alle 1960 da aziende agricole. Oggi, in termini economici, dominano pendolari.

## Società

### Evoluzione demografica
| 2004 | 2006 | 2009 | 2010 | 2011 |
| 141  | 148  | 145  | 157  | 156  |